# Wiktor Hausman
Wiktor Jan Teofil Hausman ps. „Dembski”  (ur. 12 lutego 1893 we Lwowie, zm. 29 maja 1943 w Warszawie) – kapitan żandarmerii Wojska Polskiego, muzyk, kompozytor i krytyk.

## Życiorys
Urodził się 12 lutego 1893 we Lwowie . W czasie I wojny światowej walczył w szeregach cesarsko-królewskiej Obronie Krajowej. Jego oddziałem macierzystym był Pułk Strzelców Nr 36. Na stopień podporucznika rezerwy został mianowany ze starszeństwem z 1 stycznia 1916.
20 maja 1919 został przyjęty do Wojska Polskiego z zatwierdzeniem posiadanego stopnia porucznika ze starszeństwem z 1 maja 1918, zaliczony do Rezerwy armii z równoczesnym powołaniem do służby czynnej na czas wojny i przydzielony do 17 Pułku Piechoty w Rzeszowie. 1 września 1919 został przeniesiony do Żandarmerii Polowej. 1 czerwca 1921 pełnił służbę w 3 Dywizjonie Żandarmerii Polowej Etapowej, a jego oddziałem macierzystym był 6 Dywizjon Żandarmerii Wojskowej. Później kontynuował służbę w 6 Dywizjonie Żandarmerii we Lwowie. 3 maja 1922 został zweryfikowany w stopniu kapitana ze starszeństwem z 1 czerwca 1919 i 33. lokatą w korpusie oficerów żandarmerii. W październiku 1925 został przydzielony z macierzystego dywizjonu do Korpusu Kadetów Nr 1 we Lwowie na stanowisko nauczyciela śpiewu i muzyki. W listopadzie 1927 został zwolniony z zajmowanego stanowiska i oddany do dyspozycji dowódcy Okręgu Korpusu Nr VI. Z dniem 31 maja 1928 został przeniesiony w stan spoczynku. W 1934, jako oficer stanu spoczynku pozostawał w ewidencji Powiatowej Komendy Uzupełnień Lwów Miasto. Posiadał przydział do Oficerskiej Kadry Okręgowej Nr VI. Był wówczas „w dyspozycji dowódcy Okręgu Korpusu Nr VII”.
Był profesorem Konserwatorium Polskiego Towarzystwa Muzycznego we Lwowie, a od 1937 dyrektorem Konserwatorium Towarzystwa Muzycznego im. Stanisława Moniuszki w Stanisławowie.
W czasie niemieckiej okupacji był członkiem Związku Walki Zbrojnej . 6 marca 1943 został aresztowany i osadzony na Pawiaku . 29 maja 1943 został zamordowany na ul. Gęsiej w Warszawie  , w zbiorowej egzekucji około 500 więźniów Pawiaka.

## Ordery i odznaczenia
- Krzyż Walecznych[18][19][20]
- Srebrny Medal Waleczności 1 klasy[3]
- Srebrny Medal Waleczności 2 klasy[3]

2 kwietnia 1936 Komitet Krzyża i Medalu Niepodległości odrzucił wniosek o nadanie mu tego odznaczenia „z powodu braku pracy niepodległościowej”.